# Dariusz Wójtowicz (piłkarz)
Dariusz Wójtowicz (ur. 23 sierpnia 1965 w Gdańsku) – polski piłkarz i trener piłkarski. 
Młodzieżowy reprezentant Polski, zdobywca brązowego medalu na mistrzostwach Europy U-18 1984 w ZSRR, Pucharu Polski 1982/1983 i Superpucharu 1983. Rozegrał 202 mecze w polskiej ekstraklasie jako zawodnik Lechii Gdańsk, Wisły Kraków, Pogoni Szczecin i Polonii Warszawa. 
Jako trener wywalczył mistrzostwo Polski juniorów z Wisłą Kraków w 2000 i awans do I ligi z Puszczą Niepołomice w 2012. Był asystentem selekcjonera Michała Globisza na mistrzostwach Europy do lat 18 w 2001 w Finlandii, gdzie reprezentacja Polski zdobyła złoty medal.

## Kariera piłkarska
Wychowanek Lechii Gdańsk i długoletniego trenera młodzieży, a następnie pierwszej drużyny Lechii, Michała Globisza. 

### Lechia Gdańsk
W seniorskiej drużynie Lechii zadebiutował 28 listopada 1982, wchodząc z ławki rezerwowych w przerwie wygranego 3:0 meczu Pucharu Polski ze Śląskiem Wrocław za Walentego Omelianiuka. 22 czerwca 1983 wystąpił w finałowym meczu Pucharu Polski, w którym III-ligowa wówczas Lechia pokonała Piasta Gliwice 2:1 i zapełniła sobie awans do europejskich pucharów. We wrześniu 1983 Lechia odpadła w I rundzie Pucharu Zdobywców Pucharów po przegranym (0:7 i 2:3) dwumeczu z Juventusem, w którym Wójtowicz zagrał w obu spotkaniach.
W sezonie 1983/1984 awansował z Lechią do ekstraklasy, w której zadebiutował 11 sierpnia 1984 w zremisowanym 1:1 meczu z Górnikiem Wałbrzych. W 1986 odszedł z klubu po konflikcie z ówczesnym trenerem Marianem Geszke i dołączył do drugoligowej wówczas Wisły Kraków.

### Wisła Kraków
Latem 1986 Wójtowicz przeszedł do Wisły Kraków, z którą w sezonie 1987/1988 po barażach (w rewanżowym, wygranym 4:2 meczu z Górnikiem Knurów Wójtowicz zdobył dwie bramki) awansował do pierwszej ligi. W barwach "Białej Gwiazdy" do 1993 rozegrał 140 meczów w ekstraklasie, w których strzelił 7 bramek.
Do końca kariery występował też w pierwszoligowej Pogoni Szczecin i Polonii Warszawa, a także w amatorskim austriackim zespole ASV Schrems.

### Kariera reprezentacyjna
W wieku 18 lat Wójtowicz został powołany przez Mieczysława Broniszewskiego do młodzieżowej reprezentacji Polski do lat 18, która na mistrzostwach Europy 1984 w ZSRR zdobyła brązowy medal.

## Kariera trenerska
Po zakończeniu kariery piłkarskiej został trenerem specjalizującym się w szkoleniu młodzieży. W 2000 jako trener Wisły Kraków zdobył mistrzostwo Polski juniorów (jego wychowankami byli m.in. późniejsi reprezentanci Polski bracia Paweł i Piotr Brożkowie oraz Paweł Strąk), a rok później jako asystent Michała Globisza wywalczył mistrzostwo Europy do lat 18 na turnieju w Finlandii. 
8 października 2001 został trenerem drugoligowego ŁKS Łódź (zastąpił na tym stanowisku Mirosława Dawidowskiego), gdzie zakończył pracę 28 kwietnia 2002 po serii słabych wyników sportowych. Drużynie prowadzonej przez Wójtowicza zarzucano zbytnie poleganie na młodych zawodnikach i złotych medalistach młodzieżowych mistrzostw Europy (m.in. wypożyczeni z Wisły Kraków bracia Brożkowie i Dariusz Zawadzki oraz Adrian Napierała).
Od 2002 do 2007 prowadził małopolskie kluby w niższych ligach (Proszowianka Proszowice, Świt Krzeszowice, Kmita Zabierzów i Kolejarz Stróże). W sezonie 2003/2004 awansował z Kmitą do III ligi po wygranym barażowym dwumeczu z Okocimskim Brzesko. W styczniu 2006 Polski Związek Piłki Nożnej mianował Wójtowicza selekcjonerem reprezentacji Polski do lat 13.
17 czerwca 2009 objął stanowisko trenera występującej wówczas w I lidze (drugi poziom rozgrywkowy) Sandecji Nowy Sącz. W sezonie 2009/2010 doprowadził klub z Nowego Sącza do 3. miejsca w tabeli (za Widzewem Łódź i Górnikiem Zabrze). Z Sandecji odszedł po zakończeniu rundy jesiennej sezonu 2010/2011 (piłkarze zajmowali wówczas 4. miejsce w tabeli, zastąpił go Mariusz Kuras) z powodu różnicy zdań z zarządem klubu.
18 kwietnia 2011 został trenerem drugoligowej Puszczy Niepołomice. W sezonie 2012/2013 prowadzona przez niego Puszcza wywalczyła pierwszy w historii klubu awans do I ligi z drugiego miejsca w grupie wschodniej II ligi. Debiutancki sezon 2013/2014 na zapleczu ekstraklasy zakończył się spadkiem Puszczy do II ligi, a 7 października 2014 Wójtowicz odszedł z klubu z Niepołomic po serii czterech porażek z rzędu (zastąpił go Łukasz Gorszkow).
25 lutego 2015 ponownie został trenerem Sandecji, obejmując zespół po Piotrze Stachu. Po trzech miesiącach pracy i dziewięciu porażkach w I lidze został zwolniony z klubu 29 maja 2015.
Obecnie jest wojewódzkim koordynatorem kształcenia i licencjonowania trenerów w Małopolskim Związku Piłki Nożnej, gdzie współprowadzi kursy trenerskie UEFA.

## Sukcesy

### Jako piłkarz
Lechia Gdańsk
- Puchar Polski:  1982/1983
- Superpuchar: 1983
- awans do I ligi:  1983/1984

reprezentacja Polski
- Mistrzostwa Europy U-18:  3. miejsce (1984)

### Jako trener
Puszcza Niepołomice
- awans do I ligi:  2012/2013

reprezentacja Polski
- Mistrzostwa Europy U-18:  1. miejsce (2001, jako asystent selekcjonera Michała Globisza)

Wisła Kraków
- Mistrzostwo Polski juniorów starszych:  2000

Kmita Zabierzów
- awans do III ligi: 2003/2004